# Wikipédia en araméen
Wikipédia en araméen (en araméen : ܘܝܩܝܦܕܝܐ ܠܫܢܐ ܣܘܪܝܝܐ, Wīqīpedyāʾ leššānā suryāyā) est l'édition de Wikipédia en araméen syriaque, langue sémitique parlé en Syrie, Irak et dans la diaspora. L'édition est lancée en juillet 2004 et dans les faits en juin 2005. Son code est : arc.
Au 21 mars 2025, l'édition en araméen contient 1 912 articles et compte 22 205 contributeurs, dont 23 contributeurs actifs et 2 administrateurs.

## Présentation
La langue araméenne utilisée dans l'édition étant l'araméen syriaque ou syriaque classique, un changement de nom –de araméen à syriaque– et de code –de arc à syc– a été demandé en 2011 ; cette demande de changement n'a pas abouti.

Aire de diffusion du syriaque en 2010.

## Statistiques
- Le 12 mars 2015, l'édition en araméen compte 1 612 articles et 9 987 utilisateurs enregistrés[4], ce qui en fait la 215e[5] édition linguistique de Wikipédia par le nombre d'articles et la 146e[6] par le nombre d'utilisateurs enregistrés, parmi les 287 éditions linguistiques actives.
- Le 20 septembre 2022, elle contient 1 862 articles et compte 18 898 contributeurs, dont 16 contributeurs actifs et 2 administrateurs.
- Le 19 septembre 2024, elle contient 1 906 articles et compte 21 563 contributeurs, dont 23 contributeurs actifs et 2 administrateurs.